# Samuel Kalu
Samuel Kalu Ojim (* 26. srpna 1997 Aba) je nigerijský profesionální fotbalista, který hraje na pozici pravého křídelníka za anglický klub Watford FC a za nigerijský národní tým.

## Klubová kariéra
V Nigérii působil ve fotbalové akademii GBS Football Academy. V prosinci 2015 podepsal společně s krajanem a vrstevníkem Christopherem Udehem dvouletou smlouvu se slovenským klubem FK AS Trenčín, ligovým šampionem ze sezóny 2014/15. S týmem si zahrál v předkolech Ligy mistrů UEFA 2016/17.

V lednu 2017 přestoupil do belgického mužstva KAA Gent, kde podepsal kontrakt na 3,5 roku.